# Tapieté
O tapieté, também conhecido como tapiete, guaraio, guasurangue, guasurango, tirumbae, yanaigua, ñandeva ou ñanagua, é um dialeto guarani das áreas sudeste e oriental da Bolívia, que também é uma variante da língua guarani utilizada pelos povos indígenas tapietés.
Em algumas publicações de língua espanhola, a palavra tapiete encontra-se acentuada de forma aguda quando está a referir-se aos povos de mesmo nome (tapieté), mas é considerado um erro devido à confusão com a acentuação aguda de outras variantes da língua guarani (como a paraguaia), já que os tapietes e os chiriguanos adotaram a acentuação grave para a maioria das suas palavras.
No Paraguai é falado por cerca de 2270 pessoas. Na Argentina, é falado por uma comunidade de 100 habitantes de uma aldeia próxima a Tartagal, na província de Salta. A maioria dos falantes também usa o guarani paraguaio e a língua espanhola.
Desde a promulgação do decreto supremo N.º 25894 de 11 de setembro de 2000, o tapieté é uma das línguas indígenas oficiais da Bolívia, que foi incluído na Constituição Política ao ser promulgada em 7 de fevereiro de 2009.